# Peleteria frater
Peleteria frater är en tvåvingeart som beskrevs av Chao och Shi 1982. Peleteria frater ingår i släktet Peleteria och familjen parasitflugor. Inga underarter finns listade i Catalogue of Life.